# Secret Honor
Secret Honor is een Amerikaanse dramafilm uit 1984 onder regie van Robert Altman. Le film a été tourné à l'université du Michigan, dans le salon du Martha Cook Building.

## Verhaal
De Amerikaanse president Richard Nixon spreekt zijn gedachten in op een bandrecorder. Hij overschouwt zijn gehele leven. Hij spreekt over zijn jeugd, zijn politieke loopbaan en zijn presidentschap. Hij rekent af met zijn tegenstanders en onthult de „ware” reden achter het Watergateschandaal.

## Rolverdeling
| Acteur            | Personage     |
| ----------------- | ------------- |
| Philip Baker Hall | Richard Nixon |